# 李佳玲 (藝人)
李佳玲（藝名：蘿拉，1995年9月1日—）是一名臺灣模特兒、主持、DJ、YouTuber、創作歌手，身高為168公分高。2023年12月，李佳玲因為酒駕被判處2月徒刑。

## 外部連結
- 李佳玲的Facebook專頁
- 李佳玲的Instagram帳戶
- YouTube上的蘿拉是我LA頻道